# Куницын, Сергей Владимирович
Серге́й Влади́мирович Куни́цын (укр. Сергій Володимирович Куніцин; род. 27 июля 1960, Бекдаш, Туркменская ССР, СССР) — бывший председатель Севастопольской городской государственной администрации, бывший председатель правительства Автономной Республики Крым, бывший представитель президента Украины в Автономной республике Крым, народный депутат Украины I (1990—1994), VII (2012—2014) и VIII (2014—2019) созывов, депутат Верховного совета Автономной Республики Крым в 1998—2012 годах. Заслуженный экономист Украины (2009). Лауреат Государственной премии Украины в области науки и техники (1999). Доктор экономических наук.

## Биография
В 1982 году Сергей Куницын окончил Симферопольский филиал Днепропетровского инженерно-строительного института по специальности «Производство строительных изделий и конструкций».
С 2001 по 2004 год проходил обучение в Таврическом национальном университете имени В. И. Вернадского.
В 1982 году работал трубоукладчиком ПМК-40 в Красноперекопске, затем мастером формовочного цеха, в 1982—1983 годах — заместителем начальника формовочного цеха. В 1983 работал мастером формовочного цеха завода КПД Тюменский ДСК.
В 1983—1984 годах проходил службу в Советской Армии, участвовал в боевых действиях в Афганистане.
В 1985 году Куницын работал инженером-технологом формовочного цеха, старшим инженером по охране труда и технике безопасности, в 1985—1987 годах — начальником формовочного цеха, в 1987—1989 годах — главным инженером завода железобетонных изделий в Красноперекопске, в 1989 — главным инженером ПТК «Перекоп» (Красноперекопск).
В 1989—1990 годах Куницын был инструктором идеологического отдела Красноперекопского горкома Компартии Украины.
С апреля по декабрь 1990 года являлся председателем Красноперекопского городского Совета народных депутатов, с декабря 1990 по май 1998 года — председателем Красноперекопского городского Совета и исполкома, одновременно с ноября 1994 — руководителем, организатором группы по созданию Северо-крымской свободной экономической зоны.
С июня 1996 по сентябрь 2001 года Куницын занимал пост главы Администрации Северо-крымской экспериментальной экономической зоны «Сиваш».
С мая 1998 по июль 2001 года, а также с апреля 2002 по апрель 2005 года — Председатель Совета министров Крыма.
С июля 2001 по апрель 2002 года и с апреля 2005 по сентябрь 2006 года — советник Президента Украины.
С июня 2006 по апрель 2010 года работал председателем Севастопольской городской государственной администрации. Будучи председателем Севастопольской городской государственной администрации (СГГА), в январе 2009 года Сергей Куницын подал в суд на Верховную раду Украины. Иск был с формулировкой «О признании недействительным правового акта индивидуального действия».
В ноябре 2010 года — депутат Верховного Совета АРК. Прошёл по мажоритарному округу от партии Льва Миримского «Союз».
В декабре 2012 — депутат Верховной рады Украины от партии УДАР.
С 27 февраля 2014 по 26 марта 2014 года являлся постоянным представителем и. о. президента Украины Александра Турчинова в Крыму.
С 25 июня 2014 года указом президента Украины Петра Порошенко был назначен внештатным советником президента.
В 2014 году Куницын был избран Народным депутатом Украины VIII созыва по общегосударственному многомандатному округу по списку партии Блок Петра Порошенко.
Входил в депутатскую фракцию партии Блок Петра Порошенко.
Являлся заместителем председателя Комитета Верховной рады по вопросам социальной политики, занятости и пенсионного обеспечения, председатель подкомитета по вопросам государственной политики в сфере социальной защиты граждан.
1 ноября 2018 года были введены российские санкции против 322 граждан Украины, включая Сергея Куницына.

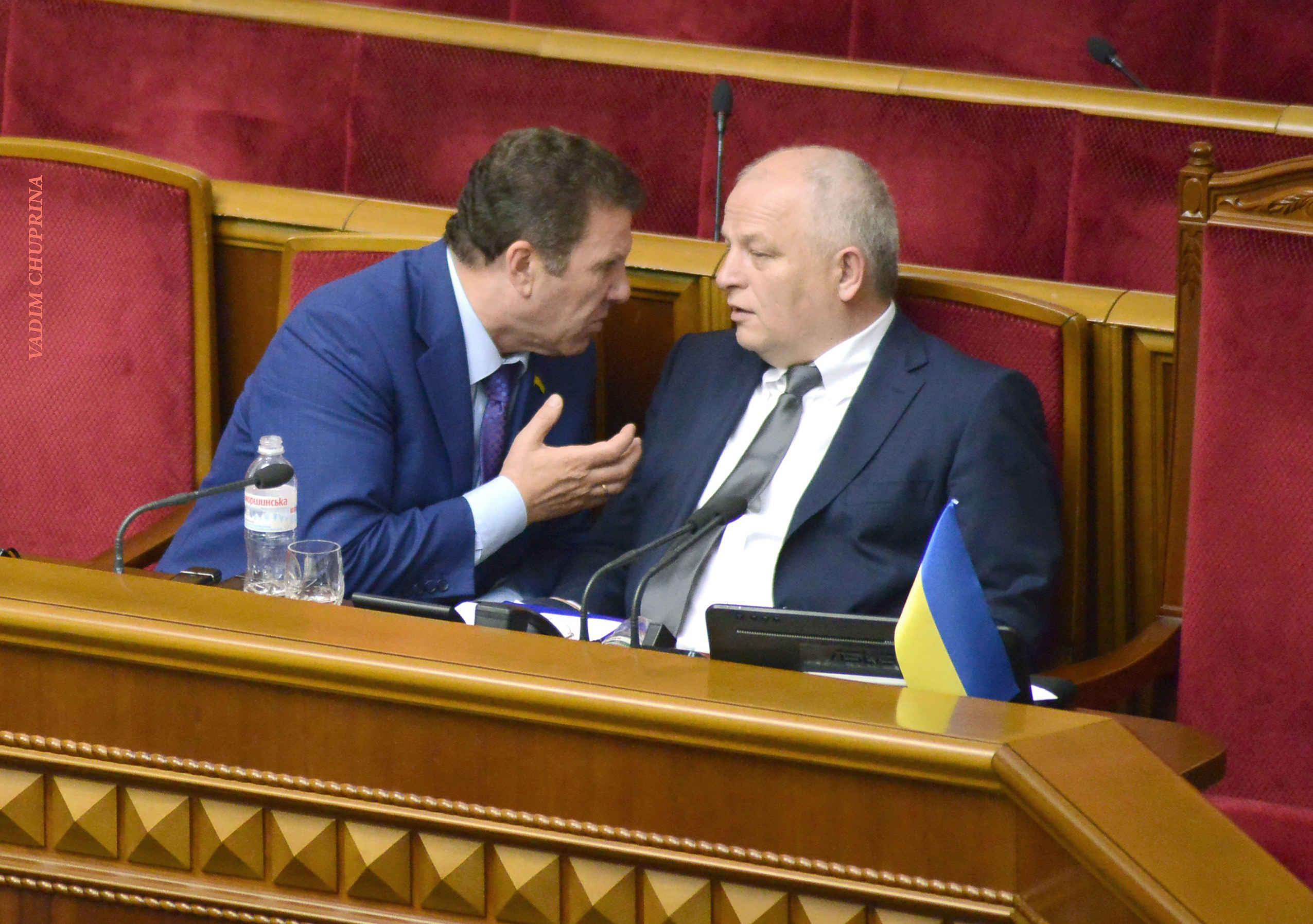
Куницын Сергей и Кубив Степан в Верховной раде, 2016

## Общественная деятельность
- 1987—1991 — член КПСС.
- 1993—1997 — председатель партии «Союз в поддержку Республики Крым»;
- июль 2003 — апрель 2013 — Президент Республиканской федерации футбола Крыма;
- март 2005 — июнь 2008 — первый заместитель председателя Народно-демократической партии. В 1997—2008 — председатель Крымской республиканской организации Народно-демократической партии;
- 2008—2009 — заместитель председателя партии «Единый центр», член Президиума партии «Единый центр», председатель Крымской республиканской организации партии "Единый
- Народный депутат Украины 1-го (1990—1994) созыва;
- Депутат Верховного Совета Крыма 3-го (1998—2002), 4-го (2002—2006), 5-го (2006—2010) и 6-го (2010—2012) созывов;
- Президент футбольного клуба «Таврия» (Симферополь).
- 2014 — председатель Всеукраинской Ассоциации ветеранов Афганистана.
- 2014 — вице-президент Федерации футбола Украины.
- С августа 2016 года — президент Федерации футбола Крыма (г. Херсон).

В 1992 году выступал против «Акта о провозглашении государственной самостоятельности Республики Крым».

## Награды
- Орден князя Ярослава Мудрого IV степени (21 августа 2015 года) — за значительный личный вклад в государственное строительство, консолидацию украинского общества, социально-экономическое, научно-техническое, культурно-образовательное развитие Украины, активную общественную деятельность, весомые трудовые достижения и высокий профессионализм[9].
- Орден князя Ярослава Мудрого V степени (22 января 2014 года) — за значительный личный вклад в социально-экономическое, научно-техническое, культурно-образовательное развитие Украинского государства, весомые трудовые достижения, многолетний добросовестный труд[10],
от которого он отказался:

И в тот день, когда погибли 5 человек, принять эту награду я не могу
- Орден «За заслуги» I степени (14 февраля 2007 года) — за весомый личный вклад в решение вопросов социальной защиты и реабилитации ветеранов войны, мужество и самоотверженность, проявленные во время выполнения военного долга, патриотическое воспитание молодёжи[12];
- Орден «За заслуги» II степени (18 февраля 2004 года) — за весомые трудовые достижения, значительный личный вклад в социально-экономическое, культурное развитие Автономной Республики Крым[13];
- Орден «За заслуги» III степени (1 сентября 1999 года) — за значительные личные заслуги в государственном строительстве Украины[14];
- Орден Дружбы (Россия, 6 декабря 2013 года) — за большой вклад в укрепление дружбы и сотрудничества с Российской Федерацией, развитие научных и культурных связей, активную благотворительную деятельность[15];
- Медали «За боевые заслуги», «От благодарного афганского народа», «70 лет Вооружённых Сил СССР»;
- Почётный знак «Воину-интернационалисту»;
- Знак отличия МВД Украины «Закон и честь» (2003);
- Знак отличия Автономной Республики Крым «За верность долгу» (2004, лишён постановлением Госсовета Республики Крым № 1167-2/22 от 20.04.2022 г.[16]);
- Грамота Президиума Верховного Совета СССР (1989);
- Почётная грамота Президиума Верховной рады Автономной Республики Крым (1999);
- Почётная грамота Кабинета Министров Украины (2001);
- Почётная грамота Совета министров Автономной Республики Крым (2004);
- Заслуженный экономист Украины (16 января 2009 года) — за весомый личный вклад в дело консолидации украинского общества, перестройку демократического, социального и правового государства и по случаю Дня Соборности Украины[17];
- Заслуженный работник физической культуры и спорта Украины (2010);
- Государственная премия Украины в области науки и техники (1 декабря 1999 года) — за разработку теоретических основ технологии и оборудования производства кальцинированной соды и создание промышленного комплекса Крымского содового завода[18];
- Орден преподобного Сергия Радонежского III степени (РПЦ, 2010 год)[19];
- Почётная грамота Верховной рады Украины (2016);
- Наградное оружие — пистолет «ТТ» и 8 патронов[20].
- Заслуженный работник физической культуры и спорта Автономной Республики Крым (31 мая 2011, лишён звания постановлением Госсовета Республики Крым № 1167-2/22 от 20.04.2022 г.)[16][21]
- Орден «Содружество» (Межпарламентская ассамблея СНГ, 3 декабря 2004 года) — за активное участие в деятельности Межпарламентской Ассамблеи и её органов, вклад в укрепление дружбы между народами государств — участников Содружества[22]
- Почётный гражданин Керчи (2004, лишён награды постановлением городского совета Керчи от 28 апреля 2022 года)[23]

## Семья
- Дочь — Наталья Куницына, Заслуженный артист Автономной Республики Крым[24][25].
- Сын — Алексей Куницын[26][27].